# Autódromo Internacional de Yahuarcocha José Tobar Tobar
El Autódromo Internacional de Yahuarcocha José Tobar Tobar, conocido también como Autódromo de Yahuarcocha, es una infraestructura clave del automovilismo ecuatoriano, ubicada en las orillas del lago de Yahuarcocha, en la parroquia de La Dolorosa de Priorato, cerca de la ciudad de Ibarra, provincia de Imbabura, Ecuador.
Administrado por el Club de Automovilismo y Turismo de Imbabura (CATI), este autódromo es reconocido como el escenario principal del Campeonato Nacional de Circuitos del Ecuador, atrayendo a los mejores pilotos y equipos del país para competir en su exigente trazado. Además, ha sido anfitrión de eventos históricos y de gran prestigio, como las 12 Horas Marlboro, los 600 km de Yahuarcocha, los 1.001 km de Yahuarcocha, el GT Marlboro de las Américas, y la Panam GP Series, entre otros.
Con una pista de 4.097 metros y 13 curvas, diseñada para ofrecer desafíos técnicos y estratégicos, el autódromo tiene la capacidad de albergar competencias con más de 80 vehículos simultáneamente en pista. Sus tres tribunas, con capacidad para más de 4.000 espectadores, lo convierten en un lugar idóneo para eventos de gran magnitud.
La historia del autódromo está profundamente vinculada a las gestiones visionarias del señor José Tobar, quien, junto con el presidente de ANETA, representantes del Automóvil Club de Pichincha y otros líderes del automovilismo nacional, fundó el Automóvil Club de Imbabura, filial de ANETA. Este esfuerzo fue esencial para la consolidación de este espacio como un ícono del automovilismo ecuatoriano.
Afiliado a la Federación Internacional del Automóvil (FIA), el Autódromo de Yahuarcocha no solo es un punto de referencia para competencias nacionales e internacionales, sino también un lugar permanente para prácticas y eventos en diversas categorías, como automóviles, motocicletas y cabezales. Su rica historia, infraestructura de nivel internacional y ubicación privilegiada lo posicionan como un eje fundamental para el desarrollo del deporte motor en Ecuador y la región.

## Historia

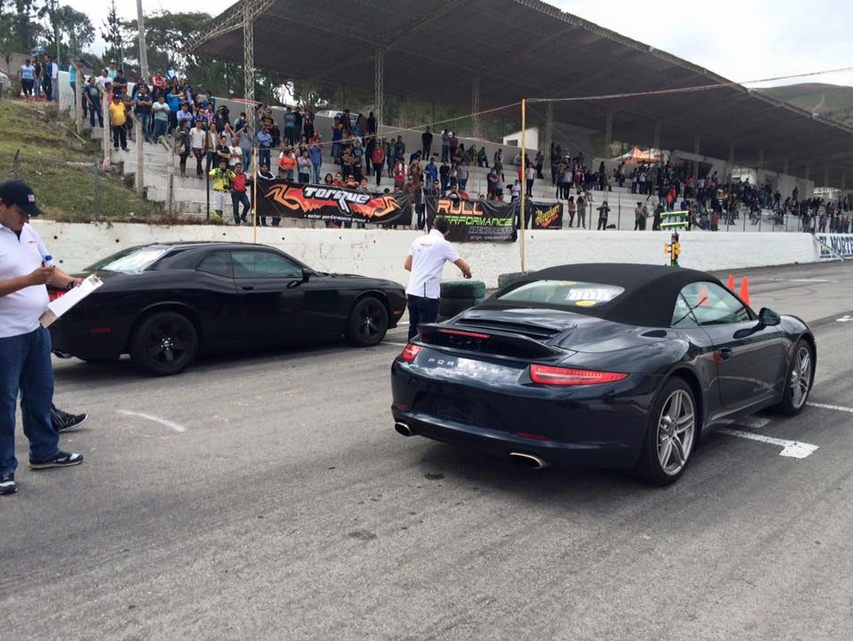
Vehículos de competencia en el autódromo

La idea de la construcción de esta pista fue la iniciativa del Club de Automovilismo y Turismo de Imbabura (CATI), sin embargo, las arcas del club solo disponían de 685 sucres que significaban 250 dólares americanos, dinero que fue aportado por sus socios fundadores. La incredulidad de propios y extraños conforme avanzaba la obra llegó a puntos de embargo, no obstante, los miembros del club no desmayaron y empezaron a trabajar desde la mañana de un 16 de mayo de 1963, cuando tractores de personas particulares y del Consejo Provincial de Imbabura iniciaron la remoción de tierra, piedra y lodo. Más tarde se tenía una pista partes pavimentadas y otras solamente empedrada, pero en fin, había iniciado el sueño de tener  un escenario adecuado especialmente para "carreras de alta velocidad", aunque en ese entonces no importaba que la zona de PITS casi no existiera y peor aún tribunas para los asistentes. El público y la ciudadanía acudía masivamente a Yahuarcocha, reconociendo así el esfuerzo que realizaron los mentalizadores para la carrera de pre inauguración y en las tribunas naturales que rodaban al flamante autódromo, aportando a la afición por el deporte del vértigo y la velocidad.
Más tarde se programó para el 2 de mayo de 1970 la Carrera de Inauguración del "Autódromo Internacional de Yahuarcocha". Treinta y tres fueron los participantes inscritos, muchos de ellos con pilotos alternantes, se registraron en la fichas, en las que se adjuntaban fotografías, certificados médicos y en muchos casos, autorizaciones notariadas de las madres o esposas de los arriesgados automovilistas. Se improvisó principalmente por la falta de experiencia en estas lides; autoridades, comisarios, jueces, cuentavueltas y cronometristas, se puede decir que existieron dos percances en esta carrera en donde el coche Nro. 22 conducido por Guillermo Ortega sufrió un "volcamiento" en el km. 2 y el coche Nro. 5 de Luis Valverde que al reabastecerse de combustible en la zona de PITS, se incendió. El ganador absoluto de la carrera, para beneplácito de Ibarra y su Club de Automovilismo, fue el imbabureño Fernando Madera Erazo en su primera participación en automovilismo al mando de un vehículo Reliant Nro. 56 y obviamente representando al CATI. El autódromo se asentó como pista de cuadrones y tráileres y fue nombrado como el autódromo internacional del Ecuador.

Laguna de Yahuarcocha, en sus orillas se encuentra localizada la pista de carreras

## Iniciativa de construcción
En 1960, la construcción del autódromo, en Yahuarcocha, surgió como iniciativa de José Tobar, quien se destaca por ser mentalizador, gestor, fundador y primer Presidente del CATI, quien además tuvo la colaboración de socios como José Hidrobo, Hernán Almeida, Oswaldo Saá Jaramillo, Alberto Enríquez Portilla y el periodista Renato Portilla. Su construcción duró cerca de una década e inicialmente empezó con un capital de 280 sucres, donados por la ciudadanía, empresarios, hacendados, el gobierno provincial y central, entre otras instituciones.

## Competencias
Desde su inauguración ha sido el escenario de competencias del Campeonato Nacional, campeonatos Bolivarianos y de competencias internacionales como la Carrera 12 horas Marlboro en 1971, la Carrera Caney 500 en 1987, la Carrera GT Marlboro de las Américas en 1996, la Final de la Fórmula 3 Mexicana en 1997 y la Carrera Internacional Yahuarcocha 500 en 1999, entre la competencias más relevantes.

## Especificaciones técnicas
- La pista, con 13 curvas, mide 3591.57 metros de largo (2.23 millas) y 11 de ancho y cuenta con dos conectores para la plataforma de mecánicos y auxiliares del autódromo.
- La plataforma de mecánicos cuenta con un espacio para 15 equipos de mecánicos mide 278 metros de largo y 25 de ancho. Los autos llegan a ella a través de la curva 11 y salen de ella a varios metros de la curva 12.
- El 70,5% de las instalaciones del autódromo están modernizadas.
- Está ubicado a una altitud de 2.200 metros sobre el nivel del mar.
- Se recorren 16 curvas.
- Su sentido de giro normalmente es a favor de la manecillas del reloj.
- Tiene una longitud de recta de 770 metros (0,480 millas).
- Su temperatura promedio es de 18 °C (64F).
- Cuenta con 33 puestos en los PITS.
- Posee 2 secciones, una pista que mide 10 km y circunvala la laguna de Yahuarcocha, y el Anexo N.º 2, José Tobar Tobar, que mide 3,7 km.[4]